# Schizaphis pilipes
Schizaphis pilipes är en insektsart som först beskrevs av Ossiannilsson 1959.  Schizaphis pilipes ingår i släktet Schizaphis och familjen långrörsbladlöss. Arten är reproducerande i Sverige. Inga underarter finns listade i Catalogue of Life.